# Кодекс канонов Восточных церквей
Кодекс канонов восточных церквей (ККСЦ, лат. Codex Canonum Ecclesiarum Orientalium, CCEO) — кодекс канонического права, общий для всех Восточных католических церквей. Провозглашён 18 октября 1990 апостольской конституцией «Sacri Canones», изданной папой Римским Иоанном Павлом II. Вступил в силу 1 октября 1991 года.

## Краткая история возникновения кодекса
До XX века в Восточной и Западной Церкви существовали различные сборники права, зачастую не очень систематические, хронологические и поэтому неудобные для употребления. В 1917 году папа Бенедикт XV объявил Кодекс канонического права, который стал первым по-настоящему систематическим сводом права в Католической Церкви. Работа над аналогичным сборником для Восточных Церквей началась в 1929 году. К середине XX века восточный кодекс был уже практически готов, однако папа Пий XII своими четырьмя motu proprio провозгласил только некоторые его части:
1. m.p. Crebrae allatae sunt (супружеское право) (22 февраля 1949), AAS 41 (1949) 89-119.
2. m.p. Sollicitudinem Nostram (процессуальное право) (6 января 1950), AAS 42 (1950) 5-120.
3. m.p. Postquam Apostolicis Litteris (монахи, собственность, сроки) (9 ноября 1952), AAS 44 (1952) 65-152.
4. m.p. Cleri sanctitati (личное право) (2 июня 1957), AAS 49 (1957) 433—603.

После II Ватиканского собора возникла необходимость пересмотра как восточного, так и западного канонического права. В 1972 году папа Павел VI создал Комиссию для пересмотра Восточного Канонического Права. Следствием её почти двадцатилетней работы стало провозглашение в 1990 году нового Кодекса Канонов Восточных Церквей. Несколькими годами ранее, в 1983 году, вступил в силу новый Кодекс канонического права Латинской Церкви.

## Общая характеристика
Исходный текст Кодекса канонов Восточных церквей выдан на латинском языке.
Кодекс состоит с 1546 канонов, разделённых на 30 титулов (согласно традиции древних восточнохристианских канонических сборников).
Кодекс имеет обязывающую силу только для верных Восточных католических церквей, хотя в отдельных случаях обязывает также Римско-католической церкви.
В связи с тем, что ККВЦ является общим кодексом для многих церквей, очень часто в нём содержится ссылка на партикулярное право каждой отдельной Церкви своего права, которое должно подать детальные нормы относительно определённых дел. В некоторых случаях Кодекс позволяет партикулярном праву даже модифицировать нормы права, содержащиеся в ККВЦ.
Кодекс был обновлён апостольским письмом в форме motu proprio Ad tuendam fidem папы Иоанна Павла II в 1998 году (каноны 598 и 1436).